# Touvois
Touvois är en kommun i departementet Loire-Atlantique i regionen Pays de la Loire i nordvästra Frankrike. Kommunen ligger i kantonen Legé som tillhör arrondissementet Nantes. År 2022 hade Touvois 1 936 invånare.

## Befolkningsutveckling
Antalet invånare i kommunen Touvois
| Referens: INSEE |